# DX-код

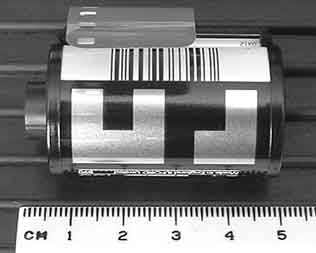
Картридж плівки формату 135 з DX-кодом: ISO125, 24 кадр., +f/3 -f/1

DX-код (англомовне скорочення від «Digital indeX») є стандартом маркувань касет плівки формату 135 та APS. Фотокамера (залежно від її конструкції) може використовувати значення DX-коду для керування вбудованим експонометром для підказок фотографу чи автоматичного вибору параметрів експонування. Фізично DX-код є прямокутниками на касеті плівки, які можуть бути провідними або діелектричними (зазвичай срібного та чорного кольорів) та зчитуються камерою електричним способом. Першим фотоапаратом, який використовував DX-код для керування експонометром, була Konica TC-X.

## Електричні контакти
На корпусі картриджу плівки формату 135 присутні два рядки по шість контактів (областей), які можуть бути провідними або діелектричними. Два контакти (1 і 7) завжди провідні та використовуються як спільні («земляні»). Решта контактів несуть корисну інформацію: перший рядок вказує чутливість плівки, а другий — на кількість кадрів (довжину зарядженої у картридж плівки) та експоширину плівки.
Розташування контактів:
| С | Ч1 | Ч2 | Ч3 | Ч4 | Ч5 |
| С | Д1 | Д2 | Д3 | Ш1 | Ш2 |

Тут 'С' є спільними контактами (завжди провідні), 'Ч' позначають чутливість плівки, 'Д' — довжину плівки, а 'Ш' — експошироту.

## Опис варіантів кодування
| Чутливість по шкалі ISO | 1-й ряд | 1-й ряд | 1-й ряд | 1-й ряд | 1-й ряд | 1-й ряд |
| ----------------------- | ------- | ------- | ------- | ------- | ------- | ------- |
|                         | С       | Ч1      | Ч2      | Ч3      | Ч4      | Ч5      |
| 25                      |         |         |         |         |         |         |
| 32                      |         |         |         |         |         |         |
| 40                      |         |         |         |         |         |         |
| 50                      |         |         |         |         |         |         |
| 64                      |         |         |         |         |         |         |
| 80                      |         |         |         |         |         |         |
| 100                     |         |         |         |         |         |         |
| 125                     |         |         |         |         |         |         |
| 160                     |         |         |         |         |         |         |
| 200                     |         |         |         |         |         |         |
| 250                     |         |         |         |         |         |         |
| 320                     |         |         |         |         |         |         |
| 400                     |         |         |         |         |         |         |
| 500                     |         |         |         |         |         |         |
| 640                     |         |         |         |         |         |         |
| 800                     |         |         |         |         |         |         |
| 1000                    |         |         |         |         |         |         |
| 1250                    |         |         |         |         |         |         |
| 1600                    |         |         |         |         |         |         |
| 2000                    |         |         |         |         |         |         |
| 2500                    |         |         |         |         |         |         |
| 3200                    |         |         |         |         |         |         |
| 4000                    |         |         |         |         |         |         |
| 5000                    |         |         |         |         |         |         |

| Кількість кадрів | 2-й ряд | 2-й ряд | 2-й ряд | 2-й ряд | 2-й ряд | 2-й ряд |
| ---------------- | ------- | ------- | ------- | ------- | ------- | ------- |
|                  | C       | Д1      | Д2      | Д3      | Ш1      | Ш2      |
| other            |         |         |         |         |         |         |
| 12               |         |         |         |         |         |         |
| 20               |         |         |         |         |         |         |
| 24               |         |         |         |         |         |         |
| 36               |         |         |         |         |         |         |
| 48               |         |         |         |         |         |         |
| 60               |         |         |         |         |         |         |
| 72               |         |         |         |         |         |         |

| Експоширина плівки (у f-stop) | 2-й ряд | 2-й ряд | 2-й ряд | 2-й ряд | 2-й ряд | 2-й ряд |
| ----------------------------- | ------- | ------- | ------- | ------- | ------- | ------- |
|                               | С       | Д1      | Д2      | Д3      | Ш1      | Ш2      |
| ±½                            |         |         |         |         |         |         |
| ±1                            |         |         |         |         |         |         |
| +2 −1                         |         |         |         |         |         |         |
| +3 −1                         |         |         |         |         |         |         |

## Використання
Сучасні плівкові камери формату 135 та APS використовують DX-коди без втручання користувача.
Камери професійної серії провідних виробників зазвичай дозволяють ігнорувати позначення DX-коду на касеті, і встановити значення чутливості вручну, що дозволяє експонувати плівку із експозицією, нормальною для плівки іншої чутливістю, і змінювати чутливість до необхідної у процесі проявлення плівки (так званий пуш-процес), чи здійснювати інші дії відповідно до свого художнього задуму. Сучасні аматорські камери зазвичай не дозволяють встановлювати чутливість плівки вручну, проте фотограф знаючи принципи DX-кодування може змінити код відповідно до свого задуму.